# ごちそうライフ
『ごちそうライフ』は、かつて千葉テレビ放送（チバテレ）が制作していた料理番組である。
2014年4月から2017年3月は『ごちそうライフ2』（ごちそうライフツー）として生活情報番組・トーク番組にリニューアルして放送していた。2017年4月からは『ごちそうライフ3』（ごちそうライフスリー）として放送していたが、2020年3月に終了した。

## 概要
中沢初絵・山咲トオル姉弟（以下、中沢・山咲姉弟と表記）が揃って出演する番組である。

### ごちそうライフ
番組開始から2013年3月までは、中沢・山咲姉弟の両親が日本中を旅していて、姉弟がその留守を預かっているとの設定で、毎回、親が旅行先から送ってくるご当地食材には手紙とその食材を使ったレシピが同封されていた。そのレシピに沿って中沢・山咲姉弟が料理をする。ただし送られてくるレシピ・食材・旅行先については、以下のような例外もある。
- 2012年4月28日放送：旅行先が秋田県の回で、この回は食材ではなく弁当箱である曲げわっぱがテーマとなった
- 2012年8月18日放送：旅行先が海外のハワイの回であり、エッグベネディクトを作った
- 2012年10月20日放送：旅行先が東京の回で、オムライスのレシピのみが送られた
- 2012年12月22日放送：油淋鶏のライスプレートを作ったが、旅行先は不明でありレシピのみ送られてくる回であった
- 2013年1月5日放送：おせち料理の余った食材でカレーうどんを作った。この回のみ、ゲストとしてチバテレの地元千葉県を本拠地とする千葉ロッテマリーンズの井口資仁を迎えた[1]。

2013年4月にリニューアルを行い、視聴者からの毎回異なるリクエストに応えた料理を作るとの設定に変更された。
番組の制作協力として、千葉県内の建築業者の新昭和が参加しており、中沢・山咲姉弟が料理をするキッチンのセットなどを手掛けている。
番組の最後には、ミニアニメ『KAWAII COOK SAN』が放送される。楽曲制作はIMAJO（サイキックラバー）、歌は野川さくらが担当。

### ごちそうライフ2
2014年4月から2017年3月は、番組名を『ごちそうライフ2』（以下『2』）として放送。中沢・山咲姉弟の家に毎回ゲストが訪問し、料理に限らず休日のライフスタイルを提案していく番組にリニューアルされる。概ね1組のゲストに対して2,3週放送される。

### ごちそうライフ3
2017年4月からは、番組名を『ごちそうライフ3』（以下『3』）として放送。再度料理番組として放送する。中沢・山咲姉弟の他に、料理研究家や料理が得意な芸能人が参加している。
- 2017年4月 - 10月15日：有坂翔太（料理研究家）
- 2017年10月22日 - 放送終了：城咲仁

## 放送時間
2014年4月より『2』にリニューアルしており、それと同時にテレ玉・とちテレ・TOKYO MX・琉球朝日放送についても『2』の放送に移行しており、後にネットを開始した放送局も2以降を放送している。

### 現在の放送局
※2018年6月現在
| 放送対象地域 | 放送局                                      | 系列           | 放送時間                                       | 備考                                                                 |
| ------------ | ------------------------------------------- | -------------- | ---------------------------------------------- | -------------------------------------------------------------------- |
| 千葉県       | 千葉テレビ （CTC） 制作局                   | 独立協         | 土曜 11:30 - 12:00 【再放送】金曜10:30 - 11:00 | 再放送は『テレビ傍聴席』および『夏の高校野球千葉大会』中継時は休止。 |
| 埼玉県       | テレビ埼玉 （TVS）                          | 独立協         | 金曜12:00 - 12:30                              |                                                                      |
| 東京都       | 東京メトロポリタンテレビジョン （TOKYO MX） | 独立協         | 土曜 6:30 - 7:00 ※MX2で放送                    | 2013年4月20日より放送                                                |
| 沖縄県       | 琉球朝日放送 （QAB）                        | テレビ朝日系列 | 金曜 10:18 - 10:45                             | 2013年12月21日より放送 中沢・山咲姉弟の出身地である、沖縄県の放送局  |
| 富山県       | 富山テレビ （BBT）                          | フジテレビ系列 | 水曜 26:05 - 26:35                             | 2015年11月4日より放送 『ごちそうライフ』は放送なし                   |

### 過去の放送局
| 放送対象地域 | 放送局                   | 系列           | 放送時間                          | 備考 |
| ------------ | ------------------------ | -------------- | --------------------------------- | --- |
| 神奈川県     | テレビ神奈川（tvk）      | 独立協         | 金曜 10:00 - 10:30                | 2012年4月 - 2013年3月に『ごちそうライフ』を遅れネット放送 『2』以降は放送なし。 |
| 広島県       | 中国放送（RCC）          | TBS系列        | 木曜 10:30 - 11:00 ※月に1,2回放送 | 2013年5月2日 - 2015年5月5日に『ごちそうライフ』を月1,2回放送。 第45回（鶏肉の西京焼き）放送を最後に、以後放送されていない。 後述のとおり、『2』は広島県内ではHOMEで1ヶ月間放送。『3』以降は放送なし。                                              |
| 広島県       | 広島ホームテレビ（HOME） | テレビ朝日系列 | 土曜 27:05 - 27:35                | 2016年6月に、1ヶ月間の穴埋めとして『2』を放送。 これは、前月5月まで同枠で放送していた『アイドルパーティー』（チバテレ制作）のネット打ち切りに伴う措置。 HOME・KBS京都ともに『ごちそうライフ』、『3』以降は放送なし。                               |
| 京都府       | KBS京都                  | 独立協         | 水曜 25:30 - 26:00                | 2016年6月に、1ヶ月間の穴埋めとして『2』を放送。 これは、前月5月まで同枠で放送していた『アイドルパーティー』（チバテレ制作）のネット打ち切りに伴う措置。 HOME・KBS京都ともに『ごちそうライフ』、『3』以降は放送なし。                               |
| 青森県       | 青森テレビ（ATV）        | TBS系列        | 日曜 11:00 - 11:30 ※月に1,2回放送 | 2012年5月6日 - 2016年5月5日に『ごちそうライフ』を月1,2回放送。 第56回（レンコンのきんぴら）放送が最後。 2016年7月よりTBS系列の多くで同時刻に放送の『サンデージャポン』を青森でもネットすることになったため、以降の放送なし。 『2』以降は放送なし。 |
| 秋田県       | 秋田放送 （ABS）         | 日本テレビ系列 | 木曜 25:24 - 25:54                | 2014年7月3日より放送 『ごちそうライフ』は放送なし 『3』の放送途中の2020年3月26日を以って打ち切り。 |